# Київський булочно-кондитерський комбінат
Київський булочно-кондитерський комбінат (Київський БКК) — провідний національний виробник кондитерських виробів, що спеціалізується на виготовленні тортів та тістечок, основне кондитерське підприємство холдингу «Київхліб» українського бізнесмена В'ячеслава Супруненка. Станом на 2012 рік був найбільшим булочно-кондитерським комбінатом в Україні. Станом на 2019 рік компанія являється лідером ринку, частка полиці якої в роздрібних мережах становить 50%.

## Опис
Київський булочно-кондитерський комбінат почав працювати як новобудова радянської доби 30 квітня 1930 року з виготовлення хліба. Компанія бере свій початок з 19 сторіччя, коли на території одного з промислових майданчиків Києва, який пізніше увійшов до складу компанії, був створений триповерховий паровий млин і розпочато виробництво пшеничного і житнього борошна. Поступово підприємство реконструювалося, збільшувало асортимент і не припиняло своєї роботи, встигнувши вирости від маленького млина до лідера категорії м'яких кондитерських виробів. В асортименті підприємства понад 90 позицій бісквітно-кремової продукції, виробничі потужності складають близько 20 тонн кондитерських виробів на добу. Виторг підприємства за підсумками першого півріччя 2012 року склав майже 120 млн гривень. Продукція виробництва ТОВ «Київський БКК» постачається в усі національні торгівельні мережі України та експортується в Європу, Північну Америку і в країни Близького Сходу. Вся продукція підприємства додатково маркується знаком «БКК» і реалізуються через найбільші торговельні мережі України та дистриб'юторів, які охоплюють всі області України. Компанія зазначає що протягом не змінювала традиційної рецептури протягом всього існування.

## Історія

### Створення
Комбінат почав роботу в 1930 році по вулиці Чорновола, 41, напроти лікарні Охматдит.
Станом на 2012 рік структуру виробництва формували два основних цехи — булочний та кондитерський, а також допоміжний цех — картонажний. Підприємство виробляло понад 150 видів хліба, булочних, дієтичних та діабетичних виробів і близько 200 найменувань кондитерських виробів, серед яких торти, тістечка, рулети, зефір, печиво, кекси, східні солодощі. Хліб з плющеного зерна пшениці власної розробки з борошна суміші пшеничного і житнього сіяного, що набував популярності за добу виготовляли близько 10-12 тонн. Загальний же добовий обсяг хлібної продукції сягав 30 тонн. За тоннажем в структурі виробництва переважали хлібобулочні вироби, споживачами яких були переважно мешканці Києва і столичної області. Однак пріоритетною була кондитерська група — тортів, тістечок і кексів, загалом близько 7 тонн на добу.

### Релокація
Найбільші обсяги виготовлення кондитерських виробів першого промислового виробника хлібобулочної продукції у місті Києві були зосереджені на булочно-кондитерському комбінаті та хлібокомбінаті №12.
На початку липня 2010 році стало відомо про розгляд компанією можливості перенесення потужностей історичного виробничого майданчика підприємства площею 1,5 гектари з Солдатської слобідки в Шевченківському районі Києва до Микільської Борщагівки в Святошинському районі на виробничий майданчик «Хлібокомбінату №12», яке компанія офіційно не коментувала.
Процес було завершено навесні 2013 року. Обладнання комбінату передано до хлібокомбінату на Борщагівці, більша частина персоналу — понад 200 осіб були переведені.

### Знаки
28 квітня 2017 року між ТОВ «Київський БКК» та ПрАТ «Київхліб» було укладено договір комерційної концесії, відповідно до якого ПрАТ «Київхліб» передав право на використання знаків за десятьма свідоцтвами з метою виготовлення та продажу товарів, маркованих знаками за цими свідоцтвами, і ще два відповідно до додаткової угоди від 26 березня 2018 року. Також ТОВ «Київський БКК» є власником п'яти охоронних документів Європейського Союзу на комбіновані знаки для товарів і послуг, які містять у своєму складі словесний елемент «БКК».
У 2018 році було подано заперечення щодо реєстрації знака для товарів і послуг «БКК Харків Безлюдівський кондитерський комбінат», яке задовольнило рішення Апеляційної палати від 28 лютого 2018 року залишено чинним рішенням від 30 серпня 2018 року.
У 2020 році колегія Апеляційної палати керуючись Паризькою конвенцію про охорону промислової власності, Законом України «Про охорону прав на знаки для товарів і послуг», Регламентом
Апеляційної палати Міністерства економічного розвитку і торгівлі України, Порядком визнання знака добре відомим в Україні Апеляційною палатою Державної служби інтелектуальної власності України вирішила визнати знак «БКК» добре відомим в Україні відносно ТОВ «Київський БКК» та ПрАТ «Київхліб» для товарів 30 класу МКТП «торти, тістечка» станом на 31 грудня 2017 року.

### Контроверсійності

#### БКК Харків
У 2018 році було подано заперечення щодо реєстрації знака для товарів і послуг «БКК Харків Безлюдівський кондитерський комбінат», яке задовольнило рішення Апеляційної палати від 28 лютого 2018 року залишено чинним рішенням від 30 серпня 2018 року.

#### Roshen

##### 1907
У 2018 році ДП «КК «Рошен» звернулось до Антимонопольного комітету України, вказавши, що ТОВ «Київський БКК» вчиняє порушення законодавства про захист від недобросовісної конкуренції, передбаченого статтею 15-1 Закону України «Про захист від недобросовісної конкуренції», у вигляді використання в оформленні продукції — на коробках з кондитерськими виробами, стрічках тощо, серед інших позначення використання позначення «1907», яке може наштовхнути споживачів на думку, що історія господарської діяльності ТОВ «Київський БКК» сягає 1907 року, що є поширенням інформації, яка вводить споживачів в оману. Зі свого боку, саме товариство щодо використання позначення «Київський БКК 1907» вказало, що між ним та ПАТ «Київхліб» укладено договір комерційної концесії на використання ділової репутації ПАТ «Київхліб» в частині виробничого підрозділу кондитерських виробів. Як з'ясували антимонопольщики, реєстрацію ТОВ «Київський БКК» як суб’єкта господарювання здійснено 5 жовтня 2016 року, вказаний договір між товариствами було укладено 28 квітня 2017 року, саме позначення «Київський БКК 1907», як знак для товарів та послуг, зареєстровано лише 25 травня 2018 року, а інформація щодо використання у господарській діяльності позначення «Київський БКК 1907» з боку ПАТ «Київхліб» взагалі відсутня. Також, з метою з'ясування сприйняття споживачами позначення «1907» в оформленні продукції, АМКУ провів опитування споживачів, за результатами якого було встановлено, що більше 75 % споживачів може сприймати таке позначення як свідчення багаторічної історії виробника. Таким чином, дії ТОВ «Київський БКК» з використання у господарській діяльності в зовнішньому оформленні упаковки продукції позначення «Київський БКК 1907», в той час як фактичним роком створення ТОВ «Київський БКК» є 2016, містять ознаки порушення, передбаченого статтею 15-1 Закону України «Про захист від недобросовісної конкуренції». Тому АМКУ рекомендувало вказаному товариству припинити дії, що містять ознаки порушення та привести у відповідність позначення, що використовуються у зовнішньому оформленні упаковки продукції ТОВ «Київський БКК». 20 червня 2019 року провадження у справі було закрите у зв'язку з виконанням ТОВ «Київський БКК» рекомендацій АМКУ.

##### Київський торт
У 2018 році Антимонопольний комітет оштрафував компанію на 326,1 тисяч гривень за використання упаковки, схожої за оформленням на упаковку дочірнього підприємства «Кондитерська корпорація «Рошен».

## Люди
Понад 20 років комбінат очолювала Гурнак Людмила Миколаївна (нар. 1940) — заслужений працівник промисловості України, нагороджена орденом «Знак пошани».
Її попередником був Чередник Іван Іванович.
З 2006 року шість років поспіль підприємство очолювала Олена Василівна Корінь, яка за понад чверть віку пройшла шлях професійного росту від пекаря-майстра до директора.